# Іво Кнофлічек
Іво Кнофлічек (чеськ. Ivo Knoflíček, нар. 23 лютого 1962, Кийов) — чехословацький, а згодом чеський футболіст, що грав на позиції нападника.
Виступав, зокрема, за клуб «Славія», а також національну збірну Чехословаччини, у складі якої став чвертьфіналістом чемпіонату світу 1990 року.

## Клубна кар'єра
Розпочинав займатись футболом в клубі «Банік» (Шардіце), після чого грав за молодіжні команди «Збройовки» та «Сігми» (Оломоуц). У дорослому футболі дебютував 1981 року виступами за столичну «Славію», в якій провів один сезон, взявши участь у 26 матчах чемпіонату.
Протягом 1982—1984 років проходив військову службу у клубі «Руда Гвезда» (Хеб), після чого повернувся до «Славії». Цього разу відіграв за празьку команду наступні чотири сезони своєї ігрової кар'єри і у першому ж сезоні 1984/85 з 21 голом у 28 матчах став найкращим бомбардиром чемпіонату Чехословаччини. Втім, у наступні роки результативність Іво впала і загалом за 4 роки він забив у 72 матчах 35 голів.
Коли в 1988 році «Славія» перебувала в Німеччині, Кнофлічек і його товариш по команді Любош Кубік вирішили втекти, що призвело до автоматичної дискваліфікації на 18 місяців. Обидва гравці мали перейти в англійський «Дербі Каунті». Однак Кубік відмовився від переходу в останній момент і повернувся до Чехословаччини. А оскільки президент «Дербі» хотів отримати добре зіграний дует разом, то і Кнофлічек не отримав контракт з англійським клубом. В результаті Іво підтримував форму з італійським клубом «Верона». У 1989 році він почав грати в німецькому «Санкт-Паулі», з яким 1991 року вилетів з Бундесліги, втім, провів у команді ще пів року, а другу половину сезону 1991/92 провів у Бундеслізі в «Бохумі». Загалом за три сезони провів у Бундеслізі 37 матчів і забив 5 м'ячів. 
У серпні 1992 року Кнофлічек став гравцем австрійського клубу «Форвартс-Штайр», де провів один рік, після чого повернувся на батьківщину, де після недовгого перебування у клубі «Шварц» (Бенешов) повернувся до «Славії», в якій провів ще півтора року.
Завершив професійну ігрову кар'єру у клубі «Портал» (Пршибрам), який після об'єднання з празькою «Дуклою» також отримав назву «Дукла».

## Виступи за збірну
1983 року дебютував в офіційних матчах у складі національної збірної Чехословаччини. 
У складі збірної був учасником чемпіонату світу 1990 року в Італії, де зіграв у всіх п'яти матчах і став з командою чвертьфіналістом турніру.
Протягом кар'єри у національній команді, яка тривала 10 років, провів у формі головної команди країни 38 матчів, забивши 8 голів.